# Idrissa Diop
 (octobre 2022).
Si vous disposez d'ouvrages ou d'articles de référence ou si vous connaissez des sites web de qualité traitant du thème abordé ici, merci de compléter l'article en donnant les références utiles à sa vérifiabilité et en les liant à la section « Notes et références ».
Pour les articles homonymes, voir Diop.
Idrissa Diop est un chanteur et percussionniste de jazz sénégalais.

## Biographie
Né à Malika (région de Dakar) en 1949, Idrissa Diop commence sa carrière professionnelle à l'âge de 16 ans dans le Rio Groupe. Ses origines ethniques (sérère, wolof et peulh) l'enrichissent de diverses traditions musicales.
De 1976 à 1980, il joue dans le groupe Le Sahel, dont il est un des membres fondateurs. Ce groupe est l'un des premiers à moderniser la musique sénégalaise.
En 1982, il fait un tour d'Europe avant de participer à l'enregistrement de l'album Gorgui, puis part aux États-Unis avec Cheikh Tidiane Tall enregistrer l'album Guedj.
En 1983, il fait, avec le groupe Tabala, une grande tournée au Sénégal.
Revenu en France en 1984, il accompagne Ray Lema lors d'une tournée européenne. La même année, il participe à la tournée australienne de Chris Hinze. Il joue ensuite comme percussionniste dans la bande Jericho, pour la libération de Fela Anikulapo Kuti, qui se produit devant 350 000 personnes, place de la Concorde, lors d'un concert organisé par SOS Racisme en juin 1985.
En septembre 1985, il fonde son propre groupe, les Gaïendé, qui signifie « Lions », emblème de son pays. Il chante en wolof, langue nationale du Sénégal. Les thèmes qu'il aborde traitent de grands problèmes sociaux de l'Afrique : l'apartheid, l'immigration, la faim...
En décembre 1985 sort chez Celluloïd son premier album intitulé Misaal qui signifie « le monde d'aujourd'hui ».
Il participe ensuite aux deux premiers albums du groupe Sixun : Nuit Blanche et Pygmées.